# Campionati europei di atletica leggera 1934 - Salto con l'asta

## Risultati

### Qualificazioni
7 settembre
| Pos | Nome             | Nazione   | Misura | Note |
| --- | ---------------- | --------- | ------ | ---- |
| 1   | Evald Äärma      | Estonia   | 3.60   | Q    |
| 1   | Danilo Innocenti | Italia    | 3.60   | Q    |
| 1   | John Lindroth    | Finlandia | 3.60   | Q    |
| 1   | Robert Vintousky | Francia   | 3.60   | Q    |
| 1   | Bo Ljungberg     | Svezia    | 3.60   | Q    |
| 1   | Lyuben Doychev   | Bulgaria  | 3.60   | Q    |
| 1   | Henry Lindblad   | Svezia    | 3.60   | Q    |
| 1   | Viktor Zsuffka   | Ungheria  | 3.60   | Q    |
| 9   | Gustav Wegner    | Germania  | 3.60   | Q    |
| 9   | Pierre Ramadier  | Francia   | 3.60   | Q    |
| 11  | Adolf Meier      | Svizzera  | 3.60   | Q    |

### Finale
7 settembre
| Pos | Nome             | Nazione   | Misura | Note |
| --- | ---------------- | --------- | ------ | ---- |
| 1   | Gustav Wegner    | Germania  | 4.00   | CR   |
| 2   | Bo Ljungberg     | Svezia    | 4.00   | CR   |
| 3   | John Lindroth    | Finlandia | 3.90   |      |
| 4   | Viktor Zsuffka   | Ungheria  | 3.90   |      |
| 5   | Pierre Ramadier  | Francia   | 3.90   |      |
| 6   | Danilo Innocenti | Italia    | 3.80   |      |
| 7   | Robert Vintousky | Francia   | 3.80   |      |
| 7   | Henry Lindblad   | Svezia    | 3.80   |      |
| 7   | Evald Äärma      | Estonia   | 3.80   | NR   |
| 10  | Adolf Meier      | Svizzera  | 3.70   |      |
| 10  | Lyuben Doychev   | Bulgaria  | 3.70   |      |